# Raspador

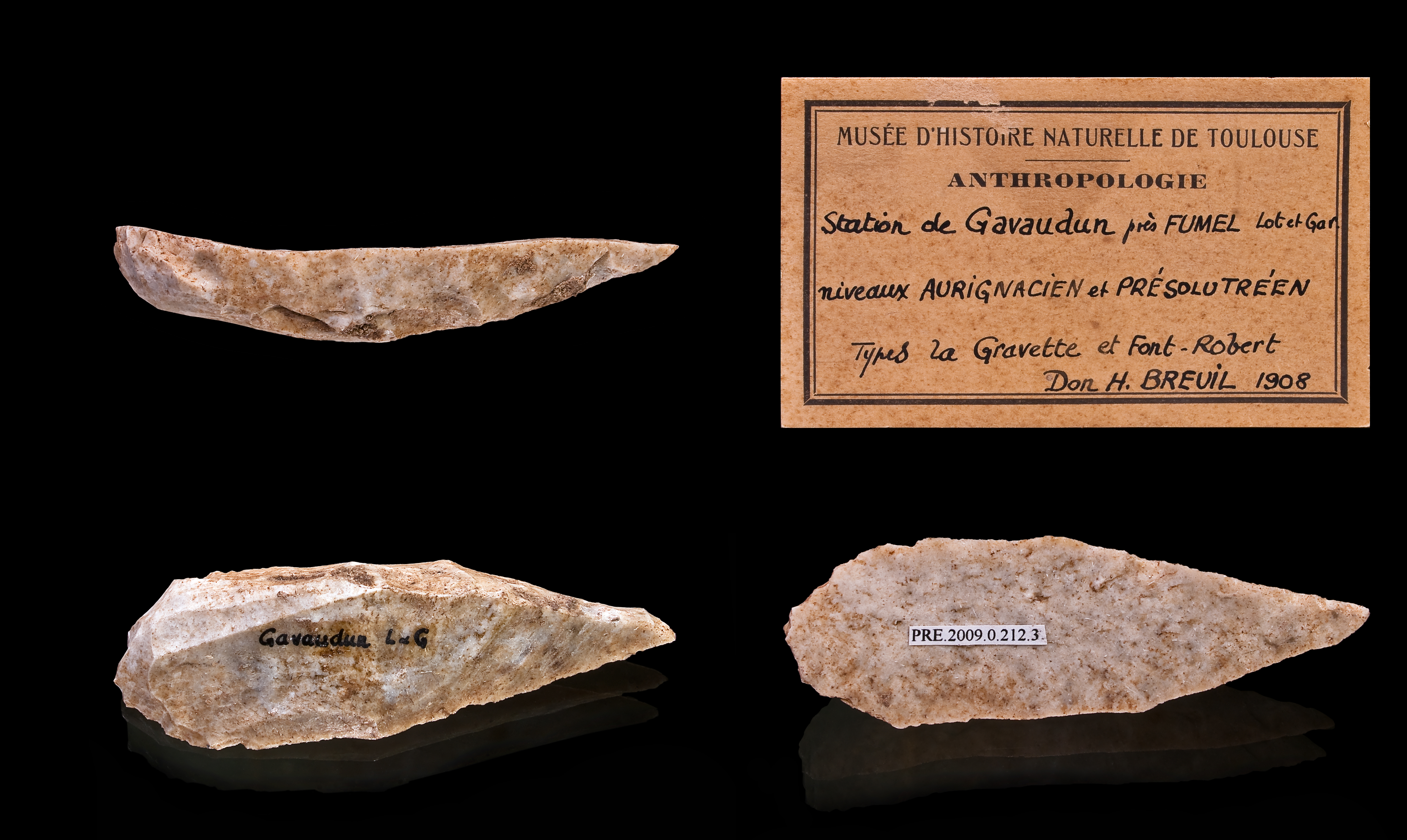
Raspador típico.

Un raspador o rascador es un útil prehistórico fabricado a partir de lasca o a partir de hoja que presenta en una extremidad un frente retocado regular, cortante y no abrupto. Se han encontrado raspadores dobles, con las dos extremidades retocadas y, además, raspadores compuestos con otros tipos de útiles. Asimismo es común que los raspadores fuesen usados con un mango, que se ha perdido. Los raspadores eran usados para cortar pieles y posiblemente también para separar carne de huesos de animales.
Los raspadores aparecen durante el Paleolítico medio pero son particularmente abundantes durante el Paleolítico superior. Sin embargo, al ser un instrumento versátil se continuó usando por muchas sociedades a lo largo de la historia.